# Fast and Furious (1939)
Fast and Furious é um filme estadunidense de comédia de 1939 dirigido por Busby Berkeley e estrelado por Franchot Tone e Ann Sothern. É o terceiro e último filme de uma trilogia encabeçada pelo casal de detetives Joel e Garda Sloane, que além de solucionarem crimes, vendem livros usados em Nova York.

## Elenco
- Franchot Tone ...Joel Sloane
- Ann Sothern ...Garda Sloane
- Ruth Hussey ...Lily Cole
- Lee Bowman ...Mike Stevens
- Allyn Joslyn ...Ted Bentley
- John Miljan  ...Eric Bartell
- Bernard Nedell ...Ed Connors
- Mary Beth Hughes ...Jerry Lawrence
- Cliff Clark ...Sam Travers
- James Burke ...Clancy
- Frank Orth ...Cap. Joe Burke
- Margaret Roach ...Emmy Lou